# Кайоде, Майкл
Майкл Олабоде Кайоде (итал. Michael Olabode Kayode; родился 10 июля 2004 года, Боргоманеро, Италия) — итальянский футболист, правый защитник английского клуба «Брентфорд».

## Клубная карьера
Воспитанник «Ювентуса», летом 2020 года Кайоде присоединился к клубу «Годзано», выступавшем в Серии D. В сезоне 2020/21 Кайоде провёл за «Годзано» 34 матча и забил 2 гола. В июле 2021 года перешёл в «Фиорентину». 19 августа 2023 года дебютировал за основную команду клуба, выйдя в стартовом составе на матч Серии A против «Дженоа».
24 января 2025 года ушёл в аренду с правом выкупа в английский клуб «Брентфорд» до конца сезона 2024/25. По окончании аренды «пчёлы» активировали опцию выкупа Кайоде.

## Карьера в сборной
Кайоде выступал за сборные Италии до 18 и до 19 лет. В июле 2023 года вместе со сборной Италии до 19 лет одержал победу в чемпионате Европы среди юношей до 19 лет.

## Достижения
Сборная Италии (до 19 лет)
- Победитель чемпионата Европы (до 19 лет): 2023